# Neukirchen-Balbini
Neukirchen-Balbini è un comune tedesco di 1 143 abitanti, situato nel land della Baviera.